# Pseudostheneboea
Pseudostheneboea is een geslacht van Phasmatodea uit de familie Phasmatidae. De wetenschappelijke naam van dit geslacht is voor het eerst geldig gepubliceerd in 1913 door Carl.

## Soorten
Het geslacht Pseudostheneboea omvat de volgende soorten:
- Pseudostheneboea aberrans
- Pseudostheneboea minor Carl, 1913
- Pseudostheneboea segregata Carl, 1913